# 佩德羅桑塔納 (艾利斯皮亞省)
佩德羅桑塔納（西班牙語：Pedro Santana），是多明尼加共和國的城鎮，位於該國西部，由艾利斯皮亞省負責管轄，面積575.02平方公里，2012年人口4,875，人口密度每平方公里8.5人。